# Caponina paramo
Caponina paramo is een spinnensoort in de taxonomische indeling van de Caponiidae.
Het dier behoort tot het geslacht Caponina. De wetenschappelijke naam van de soort werd voor het eerst geldig gepubliceerd in 1994 door Norman I. Platnick.